# Lehmer-Mittel
In der Mathematik ist das Lehmer-Mittel ein nach Derrick Henry Lehmer benannter, verallgemeinerter Mittelwert.

## Definition
Das Lehmer-Mittel {\displaystyle n} positiver reeller Zahlen {\displaystyle a_{1},\ldots ,a_{n}} zur Stufe {\displaystyle p} ist wie folgt definiert:
{\displaystyle L_{p}(a_{1},\ldots ,a_{n})={\frac {\sum \limits _{k=1}^{n}a_{k}^{p}}{\sum \limits _{k=1}^{n}a_{k}^{p-1}}}.}
Es gibt auch eine Form des Lehmer-Mittels mit (positiven) Gewichten {\displaystyle w=(w_{1},\ldots ,w_{n})}. Das gewichtete Lehmer-Mittel ist:
{\displaystyle L_{p,w}(a_{1},\ldots ,a_{n})={\frac {\sum \limits _{k=1}^{n}w_{k}a_{k}^{p}}{\sum \limits _{k=1}^{n}w_{k}a_{k}^{p-1}}}.}

## Eigenschaften
Für das Lehmer-Mittel gilt
- {\displaystyle \lim _{p\to -\infty }L_{p}(a_{1},\ldots ,a_{n})=\min\{a_{1},\ldots ,a_{n}\}} ist der Minimalwert.
- {\displaystyle L_{0}(a_{1},\ldots ,a_{n})={\frac {n}{\sum \limits _{k=1}^{n}{\frac {1}{a_{k}}}}}={\frac {n}{{\frac {1}{a_{1}}}+\cdots +{\frac {1}{a_{n}}}}}} ist das harmonische Mittel.
- Für {\displaystyle n=2} ist {\displaystyle L_{\frac {1}{2}}(a_{1},a_{2})={\frac {{\sqrt {a_{1}}}+{\sqrt {a_{2}}}}{{\frac {1}{\sqrt {a_{1}}}}+{\frac {1}{\sqrt {a_{2}}}}}}={\sqrt {a_{1}a_{2}}}} das geometrische Mittel.
- {\displaystyle L_{1}(a_{1},\ldots ,a_{n})={\frac {\sum \limits _{k=1}^{n}a_{k}}{n}}={\frac {a_{1}+\cdots +a_{n}}{n}}} ist das arithmetische Mittel.
- {\displaystyle L_{2}(a_{1},\ldots ,a_{n})={\frac {\sum \limits _{k=1}^{n}a_{k}^{2}}{a_{1}+\cdots +a_{n}}}} ist das schon Eudoxos von Knidos bekannte kontraharmonische Mittel[1].
- {\displaystyle \lim _{p\to \infty }L_{p}(a_{1},\ldots ,a_{n})=\max\{a_{1},\ldots ,a_{n}\}} ist der Maximalwert.

Das kontraharmonische Mittel ist im Gegensatz zu den anderen fünf Spezialfällen nicht monoton, d. h. aus {\displaystyle a_{i}\leq b_{i}} für alle {\displaystyle i} folgt nicht {\displaystyle L_{2}(a_{1},\ldots ,a_{n})\leq L_{2}(b_{1},\ldots ,b_{n})}.